# Haruka Umesaki
Haruka Umesaki (en japonés: 梅咲遥, Umezaki Haruka) (Ushiku, 7 de febrero de 2001) es una luchadora profesional japonesa. En la actualidad compite con World Woman Wrestling Diana, además de aparecer en promociones como Pro Wrestling Wave, PURE-J e YMZ.

## Carrera profesional

### World Women's Wrestling Diana (2019-presente)
Umesaki debutó para Diana en 2019. También es conocida por competir en múltiples promociones de la escena independiente japonesa. En Seadlinnng Shin-Kiba 23rd NIGHT el 23 de marzo de 2020, recogió un voctory sobre Honori Hana. En New Ice Ribbon #1078, un evento producido por Ice Ribbon el 31 de octubre de 2020, Umesaki se enfrentó sin éxito a Suzu Suzuki por el Campeonato ICE Cross Infinity. En un house show promovido por Pure-J el 13 de junio de 2021, desafió sin éxito a Akari por el Campeonato Princess of Pro Wrestling. En el Oz Academy Complete Control del 13 de febrero de 2022, Umesaki formó equipo con Kakeru Sekiguchi para derrotar a Mei Suruga y Momoka Hanazono. En la cuarta noche del Sendai Girls Acceleration, un evento promovido por Sendai Girls' Pro Wrestling el 27 de febrero de 2022, Umesaki formó equipo con Saori Anou en un esfuerzo perdedor contra Manami y Ryo Mizunami como resultado de un combate por equipos.
Umesaki suele competir en promociones masculinas como talento joshi. En 2AW Ayame Sasamura & Rina Shingaki Produce ~ Butterfly Dance, un evento promovido por Active Advance Pro Wrestling el 14 de marzo de 2021, cayó ante Kakeru Sekiguchi. En ZERO1 Kumamoto Ekimae Pro-Wrestling 2021 Fuyu No Jin ~ Serious Pro-Wrestling In The Midst Of Infection Control, un evento de Pro Wrestling ZERO1 el 4 de diciembre de 2021, hizo equipo con Rina Amikura en un esfuerzo perdedor contra Hanako Nakamori y Takako Inoue.

### Pro Wrestling Wave (2019-presente)
Otra promoción en la que Umesaki ha participado es Pro Wrestling Wave. Es conocida por competir en los eventos emblemáticos de la promoción como Catch the Wave, haciendo su primera aparición en la edición de 2019, situándose en el "Bloque Joven" y sumando un total de dos puntos tras ir contra Hiro'e, Ibuki Hoshi y Maria. En la edición de 2021, compitió en el "Bloque de Cumplimiento" y sumó un total de dos puntos tras ir contra Rin Kadokura, Yuki Miyazaki e Hibiscus Mii. Umesaki también compitió en el Dual Shock Wave, en la edición de 2020, donde formó equipo con su compañera del tag team "Luminous", Miyuki Takase, cayendo ante Itsuki Aoki y Rin Kadokura, y Rina Shingaki y Ayame Sasamura en las primeras rondas del torneo.

### World Wonder Ring Stardom (2022)
Umesaki compitió en varios de los principales eventos de World Wonder Ring Stardom. Hizo su primera aparición en el Stardom New Blood 1 el 11 de marzo de 2022, donde formó equipo con Nanami en un esfuerzo perdedor contra Starlight Kid y Ruaka, de Oedo Tai. Compitió en un Cinderella Rumble match en la segunda noche del Stardom World Climax 2022 del 27 de marzo, ganado por Mei Suruga y en el que también participaron oponentes notables como Unagi Sayaka, Mina Shirakawa, Lady C y Saki Kashima, entre otras.

## Campeonatos y logros
- Pro Wrestling Wave
  - Wave Tag Team Championship (1 vez) – con Miyuki Takase
- Pure-J
  - Princess of Pro Wrestling Championship (1 vez)[16]
- World Woman Wrestling Diana
  - World Woman Pro-Wrestling Diana Tag Team Championship (3 veces) – con Miyuki Takase